# کریس بوکمانس
کریس بوکمانس (انگلیسی: Kris Boeckmans؛ زادهٔ ۱۳ فوریهٔ ۱۹۸۷) دوچرخه‌سوار اهل بلژیک است.
از باشگاه‌هایی که در آن بازی کرده‌است می‌توان به تیم لوتو–سودال، اسپورت فلاندر-بالوزه، و تیم دوچرخه‌سواری وکانسولیل–دی‌سی‌ام اشاره کرد.